# إيرل هيرد
إيرل هيرد (بالإنجليزية: Earl Hurd) هو منتج أفلام ورسام رسوم متحركة ورسام كارتون ومخرج أمريكي، ولد في 14 سبتمبر 1880 في كانساس سيتي في الولايات المتحدة، وتوفي في 28 سبتمبر 1940 في بربانك في الولايات المتحدة.

## وصلات خارجية
- إيرل هيرد على موقع IMDb (الإنجليزية)
- إيرل هيرد على موقع ألو سيني (الفرنسية)
- إيرل هيرد على موقع أول موفي (الإنجليزية)
- إيرل هيرد على موقع قاعدة بيانات الأفلام السويدية (السويدية)
- إيرل هيرد على موقع قاعدة بيانات الفيلم (الإنجليزية)
- إيرل هيرد على موقع كينوبويسك (الروسية)